# 尼斯镇
尼斯镇，原为尼斯乡，是中华人民共和国四川省甘孜藏族自治州乡城县曾经下辖的一个镇。2019年12月，撤销尼斯镇，将其所属行政区域划归香巴拉镇管辖。

## 行政区划
尼斯镇撤销前下辖以下地区：
马色村、沙孜村、孜母古村、则鲁村、岗色村、边边哨村和巴尔村。